# 목포신흥초등학교
목포신흥초등학교는 대한민국 전라남도 목포시 상동에 있는 공립 초등학교이다.

## 학교 연혁
- 1997. 03. 01 목포신흥초등학교 개교 27학급 (총 1,196명)
- 2016. 02. 19 제 19회 120명 졸업 (총 4,438)명
- 2016. 03. 01 28학급 인가 (732명)
- 2017. 02. 17 제 20회 114명 졸업 (총 4,552명)
- 2017. 03. 01 28학급 인가 (752명)
- 2018. 02. 14 제 21회 114명 졸업 (총 4,666명)
- 2018. 03. 01 28학급 인가 (752명)
- 2019. 02. 19 제22회 124명 졸업 (총 4,790명)
- 2019. 03. 01 27학급(특수1) 인가 (723명)
- 2019. 09. 01 제11대 박석주 교장 부임
- 2020. 02. 12 제23회 134명 졸업 (총 4,924명)

## 학교 상징
- 교화 - 동백꽃(자랑) : 늘 자랑거리를 간직하라
- 교목 - 소나무(희망) : 소나무처럼 늘 희망을 가져라
- 교색 - 녹색(탄생) : 늘 새롭고 푸르리라

## 참고 자료
- 목포신흥초등학교 - 한국교육학술정보원 학교알리미